# Aethionema edentulum
Aethionema edentulum är en korsblommig växtart som beskrevs av Nikolaj Adolfovitj Busj. Aethionema edentulum ingår i släktet Aethionema och familjen korsblommiga växter. Inga underarter finns listade i Catalogue of Life.